# فرودگاه محلی روانوک
فرودگاه محلی روانوک (به انگلیسی: Roanoke Regional Airport) (به زبان بومی: Woodrum Field) یک فرودگاه با کد یاتا ROA است که یک باند فرود آسفالت دارد و طول باند آن ۲۰۷۳ متر است. این فرودگاه در کشور ایالات متحده آمریکا قرار دارد و در ارتفاع ۳۵۸٫۱ متری از سطح دریا واقع شده است.

## شرکت‌های هواپیمایی و مقصدهای پروازی
The following شرکت هواپیماییs offer scheduled passenger service:
| شرکت‌های هواپیمایی | مقصدهای پروازی                       |
| ----------------- | ------------------------------------ |
| الیجنت ایر        | اورلندو سنفورد، سن پترزبورگ-کلیرواتر |
| امریکن ایگل       | شارلوت داگلاس، لاگواردیا، فیلادلفیا  |
| دلتا ایرلاینز     | هارتسفیلد-جکسون آتلانتا              |
| دلتا کانکشن       | هارتسفیلد-جکسون آتلانتا              |
| یونایتد اکسپرس    | اوهر شیکاگو، دالس واشینگتن           |

### Top destinations
| Rank | City                    | Passengers | Carriers  |
| ---- | ----------------------- | ---------- | --------- |
| 1    | هارتسفیلد-جکسون آتلانتا | 96,370     | Delta     |
| 2    | شارلوت داگلاس           | 96,840     | American  |
| 3    | اوهر شیکاگو             | 35,530     | United    |
| 4    | دالس واشینگتن           | 19,230     | United    |
| 5    | فیلادلفیا               | 17,100     | American  |
| 6    | سن پترزبورگ-کلیرواتر    | 16,480     | Allegiant |
| 7    | اورلندو سنفورد          | 15,600     | Allegiant |
| 8    | لاگواردیا               | 8,790      | American  |

### Cargo airlines
| شرکت‌های هواپیمایی | مقصدهای پروازی         |
| ----------------- | ---------------------- |
| فدکس اکسپرس       | ممفیس                  |
| یوپی‌اس ایرلاینز   | پیدمونت تراید، لوئیویل |